# Торлопов, Дмитрий Георгиевич
Дми́трий Гео́ргиевич То́рлопов (12 августа 1977, Южно-Казахстанская область) — казахстанский гребец-байдарочник, выступал за сборную Казахстана в середине 1990-х — конце 2000-х годов. Участник двух летних Олимпийских игр, четырёхкратный чемпион Азиатских игр, многократный чемпион Азии, победитель и призёр этапов Кубка мира, победитель многих турниров республиканского и международного значения. Мастер спорта международного класса.

## Биография
Дмитрий Торлопов родился 12 августа 1977 года в Южно-Казахстанской области Казахской ССР. Активно заниматься греблей на байдарке начал в 13 лет.
Благодаря череде удачных выступлений уже в возрасте восемнадцати лет удостоился права защищать честь страны на летних Олимпийских играх 1996 года в Атланте — в двойках в паре с Ильфатом Гатятуллиным на пятистах метрах дошёл до стадии полуфиналов, где финишировал шестым, тогда как в четвёрках на тысяче метрах с Гатятуллиным, Андреем Сафаряном и Сергеем Скрипником показал в полуфинальном заезде пятый результат.
Первого серьёзного успеха на взрослом международном уровне добился в 1998 году, когда попал в основной состав казахстанской национальной сборной и побывал на Азиатских играх в Бангкоке, откуда привёз награду золотого достоинства, выигранную в зачёте двухместных байдарок на дистанции 500 метров вместе с напарником Дмитрием Кальтенбергером. Четыре года спустя на Азиатских играх в Пусане с тем же Кальтенбергером одержал победу в двойках на пятистах и тысяче метрах. Ещё через четыре года на аналогичных соревнованиях в Дохе добавил в послужной список ещё одну золотую медаль, полученную в полукилометровой программе байдарок-двоек. Будучи одним из лидеров гребной команды Казахстана, благополучно прошёл квалификацию на Олимпийские игры 2008 года в Пекине — стартовал здесь в одиночках на дистанциях 500 и 1000 метров, в обоих случаях добрался лишь до полуфиналов, где финишировал седьмым и восьмым соответственно.
После пекинской Олимпиады Торлопов остался в основном составе казахстанской национальной сборной и продолжил принимать участие в крупнейших международных регатах. Так, в 2010 году он выступил на Азиатских играх в Гуанчжоу и стал там серебряным призёром в четвёрках на дистанции 1000 метров — на финише его обошёл только экипаж из Узбекистана. Вскоре по окончании этих соревнований принял решение завершить карьеру профессионального спортсмена, уступив место в сборной молодым казахстанским гребцам.
За выдающиеся спортивные достижения удостоен почётного звания «Мастер спорта Республики Казахстан международного класса».